# Mareuil-sur-Ourcq
Mareuil-sur-Ourcq är en kommun i departementet Oise i regionen Hauts-de-France i norra Frankrike. Kommunen ligger i kantonen Betz som tillhör arrondissementet Senlis. År 2022 hade Mareuil-sur-Ourcq 1 589 invånare.

## Befolkningsutveckling
Antalet invånare i kommunen Mareuil-sur-Ourcq
| Referens: INSEE |